# Elecciones municipales del Cuzco de 2002
Las elecciones municipales del Cusco de 2002 se llevaron a cabo el 17 de noviembre de 2002 para elegir al alcalde y al Concejo Provincial del Cusco para el periodo 2003-2006. La elección se celebró simultáneamente con elecciones regionales y municipales (provinciales y distritales) en todo el Perú.

## Sistema electoral
La Municipalidad Provincial del Cusco es el órgano administrativo y de gobierno de la provincia del Cusco. Está compuesta por el alcalde y el Concejo Provincial.
La votación del alcalde y el concejo se realiza en base al sufragio universal, que comprende a todos los ciudadanos nacionales mayores de dieciocho años, empadronados y residentes en la provincia del Cusco y en pleno goce de sus derechos políticos, así como a los ciudadanos no nacionales residentes y empadronados en la provincia del Cusco.
El Concejo Provincial del Cusco está compuesto por 13 regidores elegidos por sufragio directo para un período de cuatro (4) años, en forma conjunta con la elección del alcalde (quien lo preside). La votación es por lista cerrada y bloqueada. Se asigna a la lista ganadora los escaños según el método d'Hondt o la mitad más uno, lo que más le favorezca.

## Composición del Concejo Provincial del Cusco
La siguiente tabla muestra la composición del Concejo Provincial del Cusco antes de las elecciones.
| Partidos | Partidos                                       | Regidores |
| -------- | ---------------------------------------------- | --------- |
|          | Movimiento Independiente Vamos Vecino          | 8         |
|          | Lista Independiente Frente Amplio              | 2         |
|          | Movimiento Independiente Somos Perú            | 1         |
|          | Lista Independiente Movimiento Inka Pachakuteq | 1         |
|          | Lista Independiente Mi Cusco                   | 1         |

## Partidos y candidatos
A continuación se muestra una lista de los principales partidos y alianzas electorales que participan en las elecciones:
| Candidatura | Candidatura | Partidos y alianzas | Candidatos | Candidatos                  | Ideología                                               | Resultado previo | Resultado previo | Ref. |
| Candidatura | Candidatura | Partidos y alianzas | Candidatos | Candidatos                  | Ideología                                               | Votos (%)        | Reg.             | Ref. |
| ----------- | ----------- | --- | ---------- | --------------------------- | ------------------------------------------------------- | ---------------- | ---------------- | ---- |
|             | APRA        | Lista - Partido Aprista Peruano (APRA) |            | Orlando Pacheco Mercado     | Aprismo                                                 | 3.85%            | 0                |      |
|             | AP          | Lista - Acción Popular (AP) |            | Ramiro Valdez Marín         | Humanismo Nacionalismo cívico Reformismo                | Nuevo            | Nuevo            |      |
|             | UPP         | Lista - Agrupación Independiente Unión por el Perú - Frente Amplio (UPP)                                                                    |            | Julio Ochoa Santos          | Socioliberalismo Progresismo Socialdemocracia           | Nuevo            | Nuevo            |      |
|             | PP          | Lista - Perú Posible (PP) |            | Dante Pérez Umeres          | Socioliberalismo Democracia liberal Tercera vía         | Nuevo            | Nuevo            |      |
|             | UN          | Lista - Unidad Nacional (UN) – Partido Popular Cristiano (PPC) – Solidaridad Nacional (SN) – Renovación Nacional (RN) – Cambio Radical (CR) |            | Faustino Luna Farfán        | Democracia cristiana Conservadurismo Neoliberalismo     | Nuevo            | Nuevo            |      |
|             | MNI         | Lista - Movimiento Nueva Izquierda (MNI) |            | Bernardo Dolmos Vengoa      | Marxismo-leninismo Mariateguismo Socialismo democrático | Nuevo            | Nuevo            |      |
|             | RA          | Lista - Renacimiento Andino (RA) |            | Abelardo Gutiérrez Zambrano | Indigenismo Plurinacionalismo Socialdemocracia          | Nuevo            | Nuevo            |      |
|             | FD          | Lista - Fuerza Democrática (FD) |            | Carlos Milla Vidal          | Reformismo                                              | Nuevo            | Nuevo            |      |
|             | MAPU        | Lista - Movimiento Amplio País Unido (MAPU)                                                                                                 |            | José Baylón Ticona          |                                                         | Nuevo            | Nuevo            |      |
|             | Inka        | Lista - Movimiento Regional Inka Pachakuteq (Inka)                                                                                          |            | Raúl Salizar Saico          | Regionalismo cusqueño                                   | Nuevo            | Nuevo            |      |
|             | JPP         | Lista - Movimiento Democrático Juntos por el Progreso (JPP)                                                                                 |            | Juvenal Silva Díaz          | Regionalismo cusqueño                                   | Nuevo            | Nuevo            |      |
|             | IND         | Lista - Lista Independiente N° 1 Movimiento Independiente Todos Tawantinsuyo                                                                |            | Mario Martorell Carreño     | Localismo cusqueño                                      | Nuevo            | Nuevo            |      |
|             | IND         | Lista - Lista Independiente N° 3 Movimiento Independiente Cusco Inmortal                                                                    |            | Víctor del Castillo Alarcón | Localismo cusqueño                                      | Nuevo            | Nuevo            |      |
|             | IND         | Lista - Lista Independiente N° 5 Movimiento Político Independiente Democracia Andina Regional                                               |            | Jorge Zegarra Balcázar      | Localismo cusqueño                                      | Nuevo            | Nuevo            |      |
|             | IND         | Lista - Lista Independiente N° 7 Movimiento Independiente Fuerza Nueva                                                                      |            | Carlos Moscoso Perea        | Localismo cusqueño                                      | Nuevo            | Nuevo            |      |
|             | IND         | Lista - Lista Independiente N° 9 Movimiento Independiente Nuevo Cusco                                                                       |            | Efraín Aller Suárez         | Localismo cusqueño                                      | Nuevo            | Nuevo            |      |
|             | IND         | Lista - Lista Independiente N° 11 Cusco en Acción                                                                                           |            | Carlos Valencia Miranda     | Localismo cusqueño                                      | Nuevo            | Nuevo            |      |

## Resultados

### Sumario general
|                        |                                                                                       |              |              |              |           |           |  |  |
| Partidos y coaliciones | Partidos y coaliciones                                                                | Voto popular | Voto popular | Voto popular | Regidores | Regidores |  |  |
| Partidos y coaliciones | Partidos y coaliciones                                                                | Votos        | %            | ±pp          | Total     | +/−       |  |  |
|                        | Lista Independiente N° 11 Cusco en Acción                                             | 44,445       | 28.34        | n/a          | 8         | +8        |  |  |
|                        | Movimiento Regional Inka Pachakuteq (Inka)                                            | 32,687       | 20.84        | Nuevo        | 3         | +3        |  |  |
|                        | Partido Aprista Peruano (APRA)                                                        | 13,662       | 8.71         | +4.86        | 1         | +1        |  |  |
|                        | Movimiento Democrático Juntos por el Progreso (JPP)                                   | 13,492       | 8.60         | Nuevo        | 1         | +1        |  |  |
|                        | Lista Independiente N° 3 Movimiento Independiente Cusco Inmortal                      | 8,666        | 5.53         | n/a          | 0         | ±0        |  |  |
|                        | Agrupación Independiente Unión por el Perú - Frente Amplio (UPP)                      | 8,505        | 5.42         | Nuevo        | 0         | ±0        |  |  |
|                        | Lista Independiente N° 9 Movimiento Independiente Nuevo Cusco                         | 7,450        | 4.75         | n/a          | 0         | ±0        |  |  |
|                        | Lista Independiente N° 7 Movimiento Independiente Fuerza Nueva                        | 6,407        | 4.09         | n/a          | 0         | ±0        |  |  |
|                        | Movimiento Nueva Izquierda (MNI)                                                      | 3,765        | 2.40         | Nuevo        | 0         | ±0        |  |  |
|                        | Perú Posible (PP)                                                                     | 3,502        | 2.23         | Nuevo        | 0         | ±0        |  |  |
|                        | Acción Popular (AP)                                                                   | 2,745        | 1.75         | n/a          | 0         | ±0        |  |  |
|                        | Lista Independiente N° 5 Movimiento Político Independiente Democracia Andina Regional | 2,742        | 1.75         | n/a          | 0         | ±0        |  |  |
|                        | Lista Independiente N° 1 Movimiento Político Independiente Todos Tawantinsuyo         | 2,539        | 1.62         | n/a          | 0         | ±0        |  |  |
|                        | Unidad Nacional (UN)                                                                  | 2,249        | 1.43         | Nuevo        | 0         | ±0        |  |  |
|                        | Fuerza Democrática (FD)                                                               | 1,954        | 1.25         | Nuevo        | 0         | ±0        |  |  |
|                        | Renacimiento Andino (RA)                                                              | 1,161        | 0.74         | Nuevo        | 0         | ±0        |  |  |
|                        | Movimiento Amplio País Unido (MAPU)                                                   | 861          | 0.55         | Nuevo        | 0         | ±0        |  |  |
|                        |                                                                                       |              |              |              |           |           |  |  |
| Total                  | Total                                                                                 | 156,832      |              |              | 13        | ±0        |  |  |
|                        |                                                                                       |              |              |              |           |           |  |  |
| Votos válidos          | Votos válidos                                                                         | 156,832      | 87.86        | –3.62        |           |           |  |  |
| Votos en blanco        | Votos en blanco                                                                       | 11,853       | 6.64         | +3.51        |           |           |  |  |
| Votos nulos            | Votos nulos                                                                           | 9,815        | 5.50         | +0.12        |           |           |  |  |
| Votos emitidos         | Votos emitidos                                                                        | 178,500      | 84.84        | +6.49        |           |           |  |  |
| Abstenciones           | Abstenciones                                                                          | 31,898       | 15.16        | –6.49        |           |           |  |  |
| Votantes registrados   | Votantes registrados                                                                  | 210,398      |              |              |           |           |  |  |
|                        |                                                                                       |              |              |              |           |           |  |  |
| Fuente:                |                                                                                       |              |              |              |           |           |  |  |

### Concejo Provincial del Cusco
| Cargo                         | Autoridad electa          | Partido político | Partido político                              |
| ----------------------------- | ------------------------- | ---------------- | --------------------------------------------- |
| Alcalde Provincial del Cusco  | Carlos Valencia Miranda   |                  | Lista Independiente N° 11 Cusco en Acción     |
| Regidor Provincial del Cusco  | Aquiles Chacón Galindo    |                  | Lista Independiente N° 11 Cusco en Acción     |
| Regidor Provincial del Cusco  | Óscar Vargas Pacheco      |                  | Lista Independiente N° 11 Cusco en Acción     |
| Regidora Provincial del Cusco | Enma Paredes Zamalloa     |                  | Lista Independiente N° 11 Cusco en Acción     |
| Regidor Provincial del Cusco  | Carlos Malpartida Mendoza |                  | Lista Independiente N° 11 Cusco en Acción     |
| Regidor Provincial del Cusco  | Juan Gil Mora             |                  | Lista Independiente N° 11 Cusco en Acción     |
| Regidor Provincial del Cusco  | Ruffo Gaona Moreno        |                  | Lista Independiente N° 11 Cusco en Acción     |
| Regidora Provincial del Cusco | María Casapino Mujica     |                  | Lista Independiente N° 11 Cusco en Acción     |
| Regidor Provincial del Cusco  | Narciso Terrazas Olarte   |                  | Lista Independiente N° 11 Cusco en Acción     |
| Regidora Provincial del Cusco | Ruth Miranda Villena      |                  | Movimiento Regional Inka Pachakuteq           |
| Regidor Provincial del Cusco  | Justo Caparo Zamalloa     |                  | Movimiento Regional Inka Pachakuteq           |
| Regidora Provincial del Cusco | María Aguilar Bustinza    |                  | Movimiento Regional Inka Pachakuteq           |
| Regidor Provincial del Cusco  | Víctor Boluarte Medina    |                  | Partido Aprista Peruano                       |
| Regidor Provincial del Cusco  | Roberto Zegarra Alfaro    |                  | Movimiento Democrático Juntos por el Progreso |

## Elecciones municipales distritales

### Sumario general
|                      | Lista Independiente Cusco en Acción                                              | 18,231  | 19.00 | n/a   | 1 |    |  |  |
|                      | Movimiento Democrático Juntos por el Progreso (JPP)                              | 11,183  | 11.65 | Nuevo | 1 |    |  |  |
|                      | Agrupación Independiente Unión por el Perú - Frente Amplio (UPP)                 | 11,026  | 11.49 |       | 1 |    |  |  |
|                      | Movimiento Regional Inka Pachakuteq (Inka)                                       | 10,879  | 11.34 | Nuevo | 1 |    |  |  |
|                      | Partido Aprista Peruano (APRA)                                                   | 8,506   | 8.86  |       | 0 | ±0 |  |  |
|                      | Movimiento Nueva Izquierda (MNI)                                                 | 4,517   | 4.71  | Nuevo | 0 | ±0 |  |  |
|                      | Lista Independiente Movimiento Político Independiente Todos Tawantinsuyo         | 3,676   | 3.83  | n/a   | 0 | ±0 |  |  |
|                      | Somos Perú (SP)                                                                  | 2,550   | 2.66  |       | 2 |    |  |  |
|                      | Frente Independiente Moralizador (FIM)                                           | 2,475   | 2.58  | Nuevo | 0 | ±0 |  |  |
|                      | Lista Independiente Movimiento Independiente Cusco Inmortal                      | 2,404   | 2.51  | n/a   | 0 | ±0 |  |  |
|                      | Lista Independiente Movimiento Independiente Fuerza Nueva                        | 2,440   | 2.50  | n/a   | 0 | ±0 |  |  |
|                      | Perú Posible (PP)                                                                | 2,386   | 2.49  | Nuevo | 0 | ±0 |  |  |
|                      | Acción Popular (AP)                                                              | 2,289   | 2.39  |       | 0 | ±0 |  |  |
|                      | Renacimiento Andino (RA)                                                         | 2,132   | 2.22  | Nuevo | 0 | ±0 |  |  |
|                      | Fuerza Democrática (FD)                                                          | 1,492   | 1.55  | Nuevo | 0 | ±0 |  |  |
|                      | Unidad Nacional (UN)                                                             | 1,422   | 1.48  | Nuevo | 1 |    |  |  |
|                      | Lista Independiente Movimiento Político Independiente Democracia Andina Regional | 1,184   | 1.23  | n/a   | 0 | ±0 |  |  |
|                      | Lista Independiente Movimiento Independiente Nuevo Cusco                         | 853     | 0.89  | n/a   | 0 | ±0 |  |  |
|                      | Movimiento Amplio País Unido (MAPU)                                              | 757     | 0.79  | n/a   | 0 | ±0 |  |  |
|                      | Listas independientes distritales                                                | 5,560   | 5.79  | n/a   | 0 |    |  |  |
|                      |                                                                                  |         |       |       |   |    |  |  |
| Total                | Total                                                                            | 95,962  |       |       | 7 | ±0 |  |  |
|                      |                                                                                  |         |       |       |   |    |  |  |
| Votos válidos        | Votos válidos                                                                    | 95,962  | 84.88 |       |   |    |  |  |
| Votos en blanco      | Votos en blanco                                                                  | 10,547  | 9.33  |       |   |    |  |  |
| Votos nulos          | Votos nulos                                                                      | 6,543   | 5.79  |       |   |    |  |  |
| Votos emitidos       | Votos emitidos                                                                   | 113,052 | 85.61 |       |   |    |  |  |
| Abstenciones         | Abstenciones                                                                     | 19,005  | 14.39 |       |   |    |  |  |
| Votantes registrados | Votantes registrados                                                             | 132,057 |       |       |   |    |  |  |
|                      |                                                                                  |         |       |       |   |    |  |  |
| Fuente:              |                                                                                  |         |       |       |   |    |  |  |

### Resultados por distrito
La siguiente tabla enumera el control de los distritos de la provincia de Cusco. El cambio de mando de una organización política se resalta del color de ese partido.
| Distrito      | Alcalde(sa) titular         | Partido político | Partido político           | Alcalde(sa) electo(a)       | Partido político | Partido político       |
| ------------- | --------------------------- | ---------------- | -------------------------- | --------------------------- | ---------------- | ---------------------- |
| Ccorca        | Julián Sotomayor Ochoa      |                  | Vamos Vecino               | Julián Huayaconza Hanampa   |                  | Unidad Nacional        |
| Poroy         | Rosa Sánchez Palomino       |                  | Movimiento Inka Pachakuteq | Francisco Toccas Quispe     |                  | Somos Perú             |
| San Jerónimo  | Policarpo Ccorimanya Zúñiga |                  | Somos Perú                 | Policarpo Ccorimanya Zúñiga |                  | Somos Perú             |
| San Sebastián | Celso Palomino Quispe       |                  | Vamos Vecino               | Juan Villafuerte Escalante  |                  | Unión por el Perú      |
| Santiago      | Víctor del Castillo Alarcón |                  | Frente Amplio              | Erasmo Velarde Andrade      |                  | Juntos por el Progreso |
| Saylla        | Vidal Victorio Vásquez      |                  | Vamos Vecino               | Edwin Cahuana K'ana         |                  | Inka Pachakuteq        |
| Wánchaq       | Zulema Arriola Farfán       |                  | Siempre Wánchaq            | Willy Cuzmar del Castillo   |                  | Cusco en Acción        |